# 名古屋臨海鉄道汐見町線
汐見町線（しおみちょうせん）は、愛知県名古屋市南区の東港駅から同市港区の汐見町駅までを結ぶ名古屋臨海鉄道の鉄道路線である。
現在は全線で貨物列車の運行は無くなっている。

## 路線データ
- 路線距離（営業キロ）：東港駅 - 汐見町駅 間 3.0km
- 軌間：1067mm
- 駅数：3駅（起終点駅を含む）
- 複線区間：なし（全線単線）
- 電化区間：なし（全線非電化）
- 閉塞方式：スタフ閉塞式

## 歴史
愛知県営の専用鉄道が前身であり、運用が名古屋鉄道に委託されてからは名鉄築港線名電築港駅の構外側線として扱われていたが、名古屋臨海鉄道の設立により同社に移管された。
- 1930年代 - 愛知県営専用鉄道として六号地（名電築港駅） - 八号地（船見町駅付近）間が開業。
- 1941年（昭和16年）12月 - 名古屋鉄道に運行を委託。
- 1949年（昭和24年）12月 - 八号地 - 九号地（汐見町駅）間が開業。
- 1959年（昭和34年）12月7日 - 伊勢湾台風被災後の復旧で九号地に至るルートが八号地側線経由に変更される[3][注釈 1]。
- 1965年（昭和40年）8月20日 - 全線が名古屋臨海鉄道の路線として正式に開業。
- 2003年（平成15年）10月 - ダイヤ改正に伴い定期貨物列車廃止[注釈 2]。
- 2015年（平成27年）8月1日 - 営業休止[4]（7月6日届出、以後1年毎に更新）。

## 運行形態
2003年度に定期列車の設定がなくなって以降も空タンク車の臨時貨物列車が設定され、2010年まで不定期で運行されていた。2024年度ダイヤ改正時点でも形式的に1日1往復の臨時専用貨物列車が設定されているが、実際の運転は行われていない。

## 駅一覧
- 括弧内は起点からの営業キロ。

東港駅（0.0km）- 船見町駅（0.9km）- 汐見町駅（3.0km）